# Q-análise
Q-análise é uma estrutura matemática para descrever e analisar sistemas de conjuntos, ou complexos equivalentemente simpliciais. Essa ideia de linguagem matemática de estrutura foi introduzida pela primeira vez por Ronald Atkin no início dos anos 1970. Esse livro cobre as ideias-chave em q-análise e sua aplicação a uma ampla gama de exemplos, como análise de jogos de xadrez, estruturas urbanas, política na universidade, pessoas e complexos, obras de arte abstrata e física. Ele sustentou que a q-análise pode ser considerada como um poderoso método generalizado onde quer que estejamos lidando com relações entre conjuntos.

## Aplicações
- Análise da estrutura de sistemas de grande escala
- Análise de rede social
- Tomada de decisão